# Yudai Arashiro
Yudai Arashiro (Ishigaki, Prefectura d'Okinawa, 3 de juliol de 1995) és un ciclista japonès, professional des del 2015. Actualment corre a l'equip Bridgestone Anchor Cycling Team.

## Palmarès
- 2017
  -  Campió del Japó sub-23 en contrarellotge
  - Vencedor d'una etapa a la Volta a la província de València